# Emmerich Weiderbauer

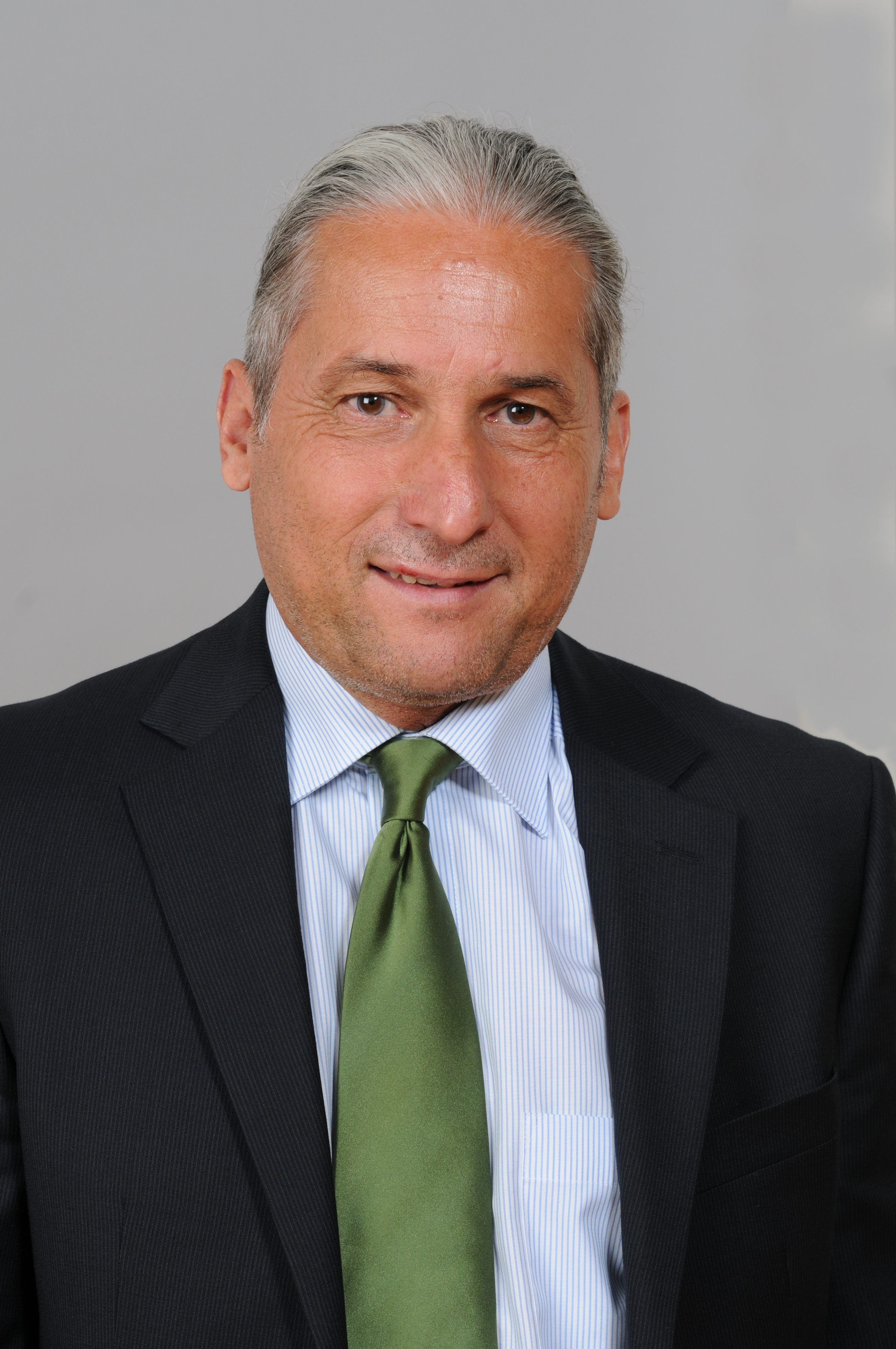
Emmerich Weiderbauer

Emmerich Weiderbauer (* 8. Mai 1954 in St. Pölten) ist ein österreichischer Hauptschullehrer und Politiker (Grüne). Weiderbauer war von 2003 bis 2018 Abgeordneter zum Landtag von Niederösterreich und lebt in Melk. Er ist verheiratet und Vater zweier Töchter.

## Leben
Weiderbauer besuchte die Volks- und Hauptschule und absolvierte in der Folge ein musisch-pädagogisches Realgymnasium. Nach dem Abschluss der Matura besuchte er die Pädagogische Akademie und ließ sich zum Hauptschullehrer ausbilden. Weiderbauer unterrichtet Englisch, Turnen, Informationstechnologie und Berufsorientierung an der Haupt- und Polytechnischen Schule in Loosdorf.
Weiderbauer gelang im Herbst 1995 der Einzug als vorerst einziger grüner Mandatar in den Melker Gemeinderat und vertritt die Grünen seit dem Jänner 2000 im Niederösterreichischen Landesschulrat. Er ist Mitglied im Landesausschuss der Grünen Niederösterreich und vertrat seine Partei ab dem 24. April 2003 im Niederösterreichischen Landtag. Zu seinen Fachbereichen im Landtagsklub gehörten die Themen Bildung, Soziales, Jugend, Senioren, Integration und Sport. 2005 bis 2010 war Weiderbauer als Melker Stadtrat für Verkehrsangelegenheiten zuständig.
Nach der Landtagswahl in Niederösterreich 2018 schied er aus dem Landtag aus.